# Badimo
Badimo je tradiční africké náboženství etnika Tswanů žijícího převážně v Botswaně a Jižní Africe. Význam pojmu badimo je předkové. Tswanové se většinově hlásí ke křesťanství (v různých denominacích), paralelně však udržují některé aspekty náboženství badimo. Mezi Tswany je běžná vícečetná náboženská identita, a také synkretizování křesťanství a náboženství badimo. Podle statistiky udržuje většina Tswanů přinejmenším některé rituály badimo a 4 % Tswanů se hlásí výhradně k náboženství badimo.
Celý význam pojmu badimo (překládaný jako předkové) je "živí mrtví“. V tradičním africkém myšlení jsou totiž zesnulí předkové nadále přítomni ve světě živých, na které dohlíží. Mohou pomáhat nebo škodit. Náboženství badimo stojí na předcích nazývaných Batswapong, kteří sídlí v botswanských horách. Tito „živí mrtví“ jsou neviditelní, zaslechnout je mohou jen velmi malé děti nebo naopak velmi staří lidé.
Nejvyšší Bůh je v náboženství badimo nazýván Modima. Lidský život je v náboženství badimo nejvyšší hodnotou, nazývanou botho. Jinou významnou hodnotou je mír a pokoj mezi lidmi morero.